# Haematopota antennata
Haematopota antennata är en tvåvingeart som först beskrevs av Tokuichi Shiraki 1932.  Haematopota antennata ingår i släktet Haematopota och familjen bromsar. Inga underarter finns listade i Catalogue of Life.